# Stodoły (przystanek kolejowy)
Stodoły – wąskotorowy przystanek kolejowy w Stodołach – obecnie dzielnicy Rybnika zlokalizowany w kilometrze 45,5 linii kolejowej Bytom Karb Wąskotorowy - Markowice Raciborskie Wąskotorowe Górnośląskich Kolei Wąskotorowych. W latach 1902–1945 odcinek, na którym znajduje się ten przystanek był częścią kolei Gliwice Trynek - Rudy - Racibórz na linii Gliwice – Racibórz. Funkcjonował w latach 60. XX wieku.